# كريستين بيدرسن
كريستين بيدرسن (27 أغسطس 1986 بالدنمارك - ) هي مدربة كرة قدم ولاعبة كرة قدم دانمركية في مركز الوسط. شاركت مع منتخب الدنمارك لكرة القدم للسيدات. أما مع النوادي، فقد لعبت مع نادي فايله وFortuna Hjørring ‏.

## وصلات خارجية
- كريستين بيدرسن على موقع الاتحاد الأوربي (الإنجليزية)
- كريستين بيدرسن على موقع قاعدة بيانات كرة القدم.إي يو (الإنجليزية)